# Lobelia acutidens
Lobelia acutidens är en klockväxtart som beskrevs av Joseph Dalton Hooker. Lobelia acutidens ingår i släktet lobelior, och familjen klockväxter. Inga underarter finns listade i Catalogue of Life.